# Simulium rotifilis
Simulium rotifilis es una especie de insecto del género Simulium, familia Simuliidae, orden Diptera.
Fue descrita científicamente por Chen & Zhang, 1998.